# Mulagumudu
Mulagumudu é uma panchayat (vila) no distrito de Kanniyakumari, no estado indiano de Tamil Nadu.

## Demografia
Segundo o censo de 2001,  Mulagumudu  tinha uma população de 18,061 habitantes. Os indivíduos do sexo masculino constituem 48% da população e os do sexo feminino 52%. Mulagumudu tem uma taxa de literacia de 82%, superior à média nacional de 59.5%: a literacia no sexo masculino é de 83% e no sexo feminino é de 80%. Em Mulagumudu, 10% da população está abaixo dos 6 anos de idade.